# 青山はるの
青山 はるの（あおやま はるの）は、日本の漫画家。女性。埼玉県出身。血液型A型。デビュー作は『かわいくないI。』。

## 作品リスト
全て集英社、マーガレットコミックスから刊行されている。
- きらめきボックス（2013年4月25日発売[2]、ISBN 978-4-08-845031-5）
  - きらめきボックス（『別冊マーガレット』2012年8月号別冊ふろく『別マTWO』Vol.3）
  - パパとレイトショー[3]（『bianca』2012年11月増刊第2号）
  - Little Letter（『別冊マーガレットsister』2013年1月増刊号）
  - プリズムドール（『別冊マーガレットsister』2013年4月増刊号）
  - 好き、ところにより…（『別冊マーガレット』2013年2月号）
  - かわいくないI。（『別冊マーガレット』2011年3月号、デビュー作）
- はじめて彼氏が、できました。（2014年10月24日発売[4]、ISBN 978-4-08-845288-3）
  - はじめて彼氏が、できました。（『別冊マーガレット』2014年9月号別冊ふろく『moi!』Vol.7）
  - ぼくのまま（『別冊マーガレットsister』2014年4月増刊号）
  - ヨシダさんたちの恋模様（『ザ マーガレット』2014年8月号）
  - うさぎのきもち（『別冊マーガレットsister』2012年4月増刊号）
  - ぴんくのきみ。（『別冊マーガレット』2011年11月号別冊ふろく『別マex学園祭』）
- 恋するリトル[5]（2016年1月25日発売[6]、『別冊マーガレット』2015年9月号[7][8][9] - 2015年12月号[10][11]、ISBN 978-4-08-845517-4、全1巻）
  - イチャつきおまけまんが〜つきあってからしばらくたつ2人〜（描きおろし）
- あかね書店の梶店長[12]（2018年3月23日発売[13][14]、『別冊マーガレット』2017年12月号[15][16] - 2018年3月号[17]、ISBN 978-4-08-844010-1、全1巻）
  - あかね書店の梶店長 番外編（描きおろし）
- 僕は小さな書店員。（『ザ マーガレット』2019年4月号[18]、2019年12月号[19] - 連載中、既刊6巻）
  1. 2020年6月25日発売[20][21]、『ザ マーガレット』2019年4月号[18]、12月号[19]、2020年2月号[22]、春号、ISBN 978-4-08-844391-1
  2. 2020年12月24日発売[23]、『ザ マーガレット』2020年夏号、秋号、ISBN 978-4-08-844423-9
    - 初恋ラプソディ（『ザ マーガレット』2015年4月号）

  3. 2021年6月24日発売[24]、『ザ マーガレット』2021年冬号、春号、ISBN 978-4-08-844509-0
  4. 2021年12月24日発売[25]、『ザ マーガレット』2021年夏号、秋号、ISBN 978-4-08-844562-5
    - 僕は小さな書店員。特別編[26]（『別冊マーガレット』2021年1月号）
    - 夏心（『別冊マーガレットsister』2011年9月増刊号）

  5. 2022年12月23日発売[27]、『ザ マーガレット』2022年冬号、春号、秋号、ISBN 978-4-08-844629-5
  6. 2023年10月25日発売[28]、ISBN 978-4-08-844838-1

### アンソロジー
- 愛に包まれて私は心地よい夢をみる[注 1]（2016年6月24日発売[29][30]、ザ マーガレットコミックスDIGITAL）
  - 初恋ラプソディ（『ザ マーガレット』2015年4月号）

### イラスト
- YOU エンタメ広場[31]（『YOU』2016年1月号[32] - 2018年）

### 単行本未収録作品
- 不器用なアイロニー[33]（『別冊マーガレット』2014年3月号別冊ふろく『moi!』Vol.1）
- Sweet[34]（『ザ マーガレット』2017年2月号）

## 関連人物
- 海野文[35] - 日本の漫画家。アシスタント経験者。